# Leroy Fer
Pour les articles homonymes, voir Fer (homonymie).
Leroy Fer, né le 5 janvier 1990 à Zoetermeer (Pays-Bas), est un footballeur international néerlandais qui joue au poste de milieu de terrain à Al Nasr.

## Carrière

### Feyenoord Rotterdam
Leroy Fer signe pro en 2007 à 17 ans, pour le Feyenoord Rotterdam aux Pays-Bas. Son premier but avec Feyenoord est lors de sa première saison en Eredivisie. Lors de sa première saison, il marque donc un seul et unique but en 16 matchs toutes compétitions confondues. Quand sa deuxième saison avec Feyenoord débute, son entraîneur lui fait savoir qu'il jouera beaucoup plus de matchs que lors de sa première saison. Effectivement il dispute 32 match en championnat et marque 6 buts. Une deuxième saison beaucoup plus convaincante qui va lui permettre de prendre de la confiance et de se faire désirer par plusieurs cadors Européens. Sa troisième saison sera presque aussi bien que la deuxième. Il participera à 31 matchs de championnat et marquera 2 buts. Il marquera un autre but lors d'un match en Coupe des Pays-Bas. Un total de 3 buts cette saison. Il se fera remarquer notamment grâce à une frappe très lourde, toujours dangereuse. Sa quatrième saison en Hollande sera riche en blessures qui lui feront rater une grande partie du championnat, avec seulement 23 matchs joués finalement. Il marquera 3 buts en championnat, 4 toutes compétitions confondues. Lors de l'été 2011, il fait remarquer à son entourage qu'il n'est pas contre un départ. Lors la saison 2011-2012, il marque 2 buts en 4 matchs avant de partir pour le FC Twente contre un montant de 5 millions d'euros.

### FC Twente
Leroy Fer signe donc à FC Twente, et, dès ses premières apparitions, il se montre très convaincant. Il devient le chouchou du public néerlandais grâce à ses buts importants. En une moitié de saison, il marque 10 buts en 39 matchs toutes compétitions confondues. Cette saison, il découvre l'Europe en jouant avec son club en Ligue Europa. Il dispute 9 matchs dans cette compétition et marque 1 but. En championnat, il marque 8 buts en 28 matchs, ce qui est très convaincant pour un milieu de terrain. En Coupe des Pays-Bas, il participe à seulement 2 matchs mais marque quand même 1 but. À la fin de la saison, des rumeurs l'annoncent dans plusieurs clubs, mais il reste une saison de plus. Une deuxième saison qui est encore une fois très convaincante. Il joue pour la deuxième fois consécutive la Ligue Europa et devient le leader de son équipe à l'occasion de son premier match grâce à un doublé. Au total, 6 buts en 8 matchs avec Twente en Ligue Europa. En championnat, il n'est pas aussi efficace mais marque quand même 5 buts en 30 matchs. C'est la saison où il a le plus marqué avec 11 buts en 38 matchs. Lors du mercato estival 2013, il signe un contrat de trois ans avec Norwich City.

### Norwich City
Leroy Fer fait ses premières apparitions sous ses nouvelles couleurs en Premier League. C'est la première fois qu'il ne joue pas dans son pays natal. Il réalise de bonnes performances avec son club, mais il n’empêche pas Norwich City d’être relégué en D2 anglaise. Pour sa première et unique saison à Norwich il marque 3 buts en championnat en 29 matchs et 1 but en Coupe de la Ligue anglaise en 3 matchs. Le 20 août 2014, il quitte Norwich pour les Queens Park Rangers, promu en Premier League contre un montant de 10 millions d'euros.

### Queen's Park Rangers
Après la relégation de Norwich, Leroy Fer s'engage avec Queen's Park Rangers pour 3 ans et arbore le numéro 10.
Leroy Fer dispute son premier match avec les Queens Park Rangers contre le Tottenham Hotspur Football Club. Fer et les siens s'inclinent 4-0. À la mi-saison, il a 3 buts à son compteur en 19 matchs de championnats.
Leroy Fer est prêté en février 2016 à Swansea, puis est définitivement acheté 5,6 millions d'euros en juillet.

## Sélection avec les Pays-Bas
Grâce à des bonnes performances avec le Feyenoord Rotterdam, Fer connait sa première sélection le 11 août 2010 contre l'Ukraine. Le match se soldera sur un 1-1. Il est rappelé régulièrement en sélection après son passage à Feyenoord. Il participe à trois matchs de qualification contre la Turquie où il est titulaire et joue tout le match, contre la Hongrie où est remplaçant et de nouveau contre la Turquie. Lors de ces trois matchs, Fer se montre efficace et remporte avec son équipe ces trois matchs.

### Coupe du monde 2014
Fer est dans la liste des 23 joueurs participant à la Coupe du monde 2014. Son premier et unique match dans la compétition sera le 23 juin 2014 où il va marquer son premier but avec les Pays-Bas contre le Chili pendant la phase de poules (victoire 2 à 0), ce qui permettra à son équipe de finir première de sa poule. Plus tard, lui et son équipe remporteront le bronze en s'imposant contre le Brésil 3-0. Leroy Fer n'aura joué qu'un match, mais se sera montré efficace en marquant un but.

## Palmarès

### En club
- Feyenoord Rotterdam
  - Vainqueur de la Coupe des Pays-Bas en 2008.
- Pays-Bas
  - 3e avec l'équipe des Pays-Bas à la Coupe du monde 2014.